# 최주현
최주현은 한국 고교야구의 산증인이다. 덕수고, 신일고, 청주기계공고, 천안북일고, 휘문고, 청소년 대표팀 감독을 역임하며 아마추어 야구에 평생을 바쳤다. 두산 베어스의 김태형 감독, 넥센 히어로즈의 장정석 감독 등이 제자다.